# Louis Tremblay
Pour les articles homonymes, voir Tremblay et Louis Tremblay (homonymie).
« Louis Tremblay » redirige ici. Ne pas confondre avec Louis T..
Louis Tremblay (né le 1er août 1949, à Baie-Saint-Paul, Québec), est un artiste peintre québécois.

## Biographie
Louis Tremblay fait connaissance dès son plus jeune âge avec le peintre René Richard, un ami de son père qui l’encouragera à poursuivre une carrière artistique.
Il poursuit des études à l’Université du Québec à Chicoutimi de 1980 à 1985 avant d’étudier en histoire de l’art à l’Université Laval de 1985 à 1986 et en 1991. 
En 1969, il est le vainqueur du Grand Prix du Symposium de Baie-Saint-Paul, ce qui lui permet de partir six semaines en France.
Les sujets qu’il représente sont principalement des paysages semi-abstraits, des scènes rurales de Baie-Saint-Paul, Kamouraska et de la Gaspésie.
Membre de l’Institut des Arts Figuratifs, la réputation de Louis s’impose par une trentaine d’expositions à travers le Québec.
On retrouve ses œuvres dans diverses collections publiques et privées de la ville de Québec, Alcan, Pratt et Whitney, le consulat de France à Québec, Power Corporation, Desjardins, I.B.M., la Banque de la Nouvelle-Écosse et Inter Gaz de Toronto.